# Victims of the Future
Victims of the future är ett studioalbum av den brittiske (nordirländske) blues- och rockartisten Gary Moore, släppt år 1983. 
Låten ''Murder in the Skies'' är ett inlägg i kalla kriget-debatten och handlar om Korean Air Lines Flight 007 där samtliga 269 ombordvarande omkom.  Balladen Empty Rooms spelades in på nytt 1984 med producenten Peter Collins. Det blev en singelhit och kom året därpå med på albumet Run for Cover.

## Låtlista
1. Victims Of The Future - 6.13
2. Teenage Idol - 4.07
3. Shapes Of Things To Come - 4.14
4. Empty Rooms - 6.35
5. Murder In The Skies - 7.17
6. All I Want - 4.18
7. Hold On To Love - 4.25
8. The Law Of The Jungle - 6.21

År 2003 släpptes samma album igen fast nu i en digitally remastered edition där ytterligare tre spår finns att tillgå i slutet av albumet.
bonus tracks:
1. Devil In Her Heart - 3.28
2. Blinder - 2.46
3. Empty Rooms ('84 Remix) - 4.21

1. ↑  ”my-first-and-last-interview-fallen-guitar-hero-gary-moore”. https://www.straight.com/blogra/ear-newt-my-first-and-last-interview-fallen-guitar-hero-gary-moore#. Läst 1 augusti 2025.
2. ↑  ”htmuzines/mr-versatility”. https://www.muzines.co.uk/articles/mr-versatility/1713. Läst 1 augusti 2025.